# Tribaldos
Tribaldos es un municipio de la provincia de Cuenca, en la comunidad autónoma de Castilla-La Mancha. Tiene una extensión de 21,33 km² y una población de 98 habitantes (INE 2024).

## Toponimia
Se desconoce cuál es el origen de la denominación del pueblo de Tribaldos. De hecho, en las Relaciones Topográficas de Felipe II ya se dice «que el nombre de este pueblo cuya Relación hacemos, es Tribaldos, y que así se llama al presente, y no sabemos por qué le fue impuesto este nombre, y no se sabe que haya tenido otro nombre».
Otras fuentes señalan que su topónimo procede de tribulus, nombre latino de la maleza conocida como abrojo, y «se le llamó así en referencia a la vegetación que abundaba por su entorno».

## Geografía

### Superficie y altitud
Tribaldos tiene una superficie de 21,3 km², de los cuales 0,15 km² están ocupados por el casco urbano y el resto, es decir, 21,15 km², es terreno rústico.
Tiene una altitud media de 828 metros sobre el nivel del mar, oscilando su territorio entre los 720 metros de la zona por donde transcurre el Río Bedija, y los 888 metros de la zona más alta, correspondiente al paraje conocido como La Sierra. Existe un vértice geodésico en el cerro de La Espartosa, a una altitud de 848,38 metros, y el cerro donde se ubica la ermita de Santa Ana tiene una altitud de 879 metros. En general, las características topográficas de Tribaldos son suaves, con tendencia a la formación de mesas, y con una pendiente media del 1 %.

### Ubicación
Tribaldos se encuentra dentro de la comarca de la Mancha Alta, y a escasos kilómetros de la zona de confluencia de la provincia de Cuenca con las de Madrid, Toledo y Guadalajara.
Tribaldos se ha considerado tradicionalmente como el principio de La Mancha en esta zona. Ya en las Relaciones Topográficas de Felipe II se hablaba de Tribaldos como «principio de La Mancha», al igual que se apuntaba de los vecinos pueblos de Huelves que era «reino de Toledo, aún no entrando en La Mancha» y de Uclés que era «el último de La Mancha».
Limita al norte con Huelves, al norte y al este con Uclés, al sur y al oeste con Villarrubio, y al oeste y al norte con Tarancón, coincidiendo en un mismo punto, el vértice norte del término municipal, en el paraje conocido como Portillo Rubio, los cuatro términos municipales.

### Hidrología
El municipio se encuentra ubicado en la cuenca alta del Guadiana. El único río que recorre el término es el Bedija, que nace en Rozalén del Monte y tiene una longitud aproximada de 30 km, desembocando en las cercanías de Horcajo de Santiago en el río Riansares, que a su vez es afluente del Cigüela. La mayor parte de su recorrido por Tribaldos lo realiza como límite municipal con los términos de Uclés y Villarrubio. Siempre ha sido un río de agua continua, aunque no abundante, pero en los últimos años se ha apreciado un considerable descenso en su caudal, al punto que en ocasiones se presenta prácticamente seco. Como curiosidad señalar que parece que la etimología de su nombre derivaría de wadi yihad, 'río de la guerra santa', que algunos asocian a las crónicas de la batalla de Uclés de 1108, en la que, por el descalabro de las tropas de Alfonso VI, el río Bedija tras rodear la fortaleza de Uclés bajaba teñido de sangre.
En el término municipal hay varios pozos (Las Hontanillas, Don Juan, Pozo Blas, las Zorreras, Alconero, Pozo Nuevo, etc.), hoy en desuso debido a que desde hace unos años ya no hay ganado alguno en el municipio. Dentro del casco urbano, es notable que en la zona donde actualmente se ubica el parque municipal en un radio relativamente pequeño hay entre públicos y en casas particulares al menos 8 pozos, de escasa profundidad y que siempre tienen agua.

### Clima
Respecto al clima, es mediterráneo continental con veranos calurosos e inviernos moderadamente fríos, con temperatura media de 12,9°, mínima media del mes más frío de –0,6 °C y media de máximas del mes más cálido de 32,1 °C, y unas precipitaciones medias anuales de 474 mm. En los meses más fríos pueden producirse temperaturas inferiores a los 5° bajo cero, y en el período cálido –que dura aproximadamente dos meses y medio- superar con facilidad los 35° Igualmente, no es frecuente pero tampoco anómalo que se produzca alguna helada entrado ya el mes de mayo, con gran riesgo para los cultivos. En general, el clima de Tribaldos se caracteriza por la irregularidad térmica y, sobre todo, pluviométrica.

### Cultivos, flora y fauna
Tribaldos tiene algunas zonas con cultivos arbóreos –básicamente, olivar y algunas repoblaciones de pinos y encinas-, pero es un pueblo fundamentalmente agrícola, ocupando la mayoría de su superficie los terrenos de cultivo, siendo las formaciones vegetales naturales muy escasas y habiendo además sufrido una considerable merma fundamentalmente tras el proceso de concentración parcelaria realizado a principios de los años ochenta del siglo pasado, no solo en las veredas de los caminos, sino también en distintas arboledas que anteriormente existían en diferentes parajes del término municipal, así como a la falta de cuidados que se les han prestado.
La mayor parte del municipio corresponde a terrenos de labor destinados a cultivo de cereal y girasol, y en menor medida a olivar. Existen algunos huertos y melonares, pero son testimoniales y en todo caso para autoconsumo.

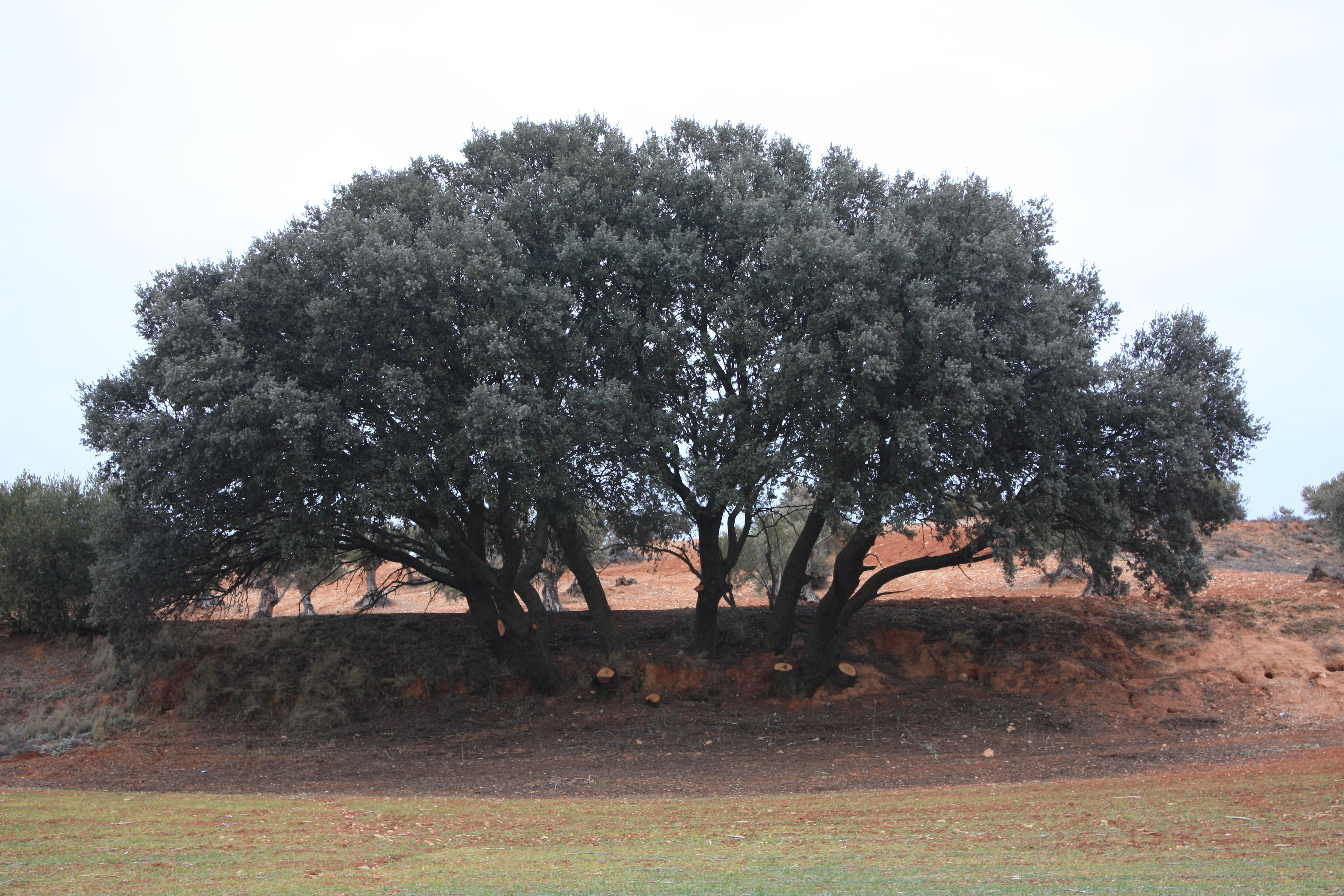
Encina en el paraje de los molinos de viento de Tribaldos

Entre la vegetación espontánea, se encuentran las aromáticas y herbáceas propias de estas zonas, tales como espliego, tomillo, aliaga, cardillo, avena loca, etc. Hay algunos ejemplares importantes, aunque aislados, de encina, almendros dispersos de poco porte, y algunas higueras y nogales. Antes existían bastantes olmos, pero hoy la mayoría han desaparecido víctimas de la grafiosis. También se encuentran algunos chopos.
Se han realizado reforestaciones en los parajes de La Aliagosa, Cañuelo o Chozo de D. Jorge, Pozo Don Juan, o en el entorno de la ermita de Santa Ana, normalmente con pino carrasco, aunque en las dos primeras también con encinas. 
En 2012 se firmó un convenio de colaboración entre el Ayuntamiento de Tribaldos, la Diputación Provincial de Cuenca y la Confederación Hidrográfica del Guadiana para la Recuperación de espacios naturales en el Término Municipal de Tribaldos, que supondrá que se plantarán casi 1500 árboles de diversas especies (almendros, moreras, pinos, encinas, carrascas y enebros), habiéndose iniciado los trabajos a finales de 2015.
Al carecer Tribaldos de bosques o vegetación de ribera, su fauna es la propia de cultivos extensivos de cereal, destacando los conejos –que lamentablemente están deviniendo en una auténtica plaga-, o las perdices. No obstante, en determinadas épocas del año no es raro observar avutardas, grullas, zorros, o incluso jabalíes.

## Historia
Tribaldos no aparece mencionado en ningún documento conocido hasta las Relaciones de Felipe II. Sin embargo, al momento de la elaboración de estas Relaciones debía existir desde tiempo atrás, dado que se indicaba que Tribaldos solía ser una aldea de la vecina Villa de Uclés, pero Tribaldos hace su propia relación, por lo que ya no era dependiente de aquel.

### Batalla de Uclés (1108)

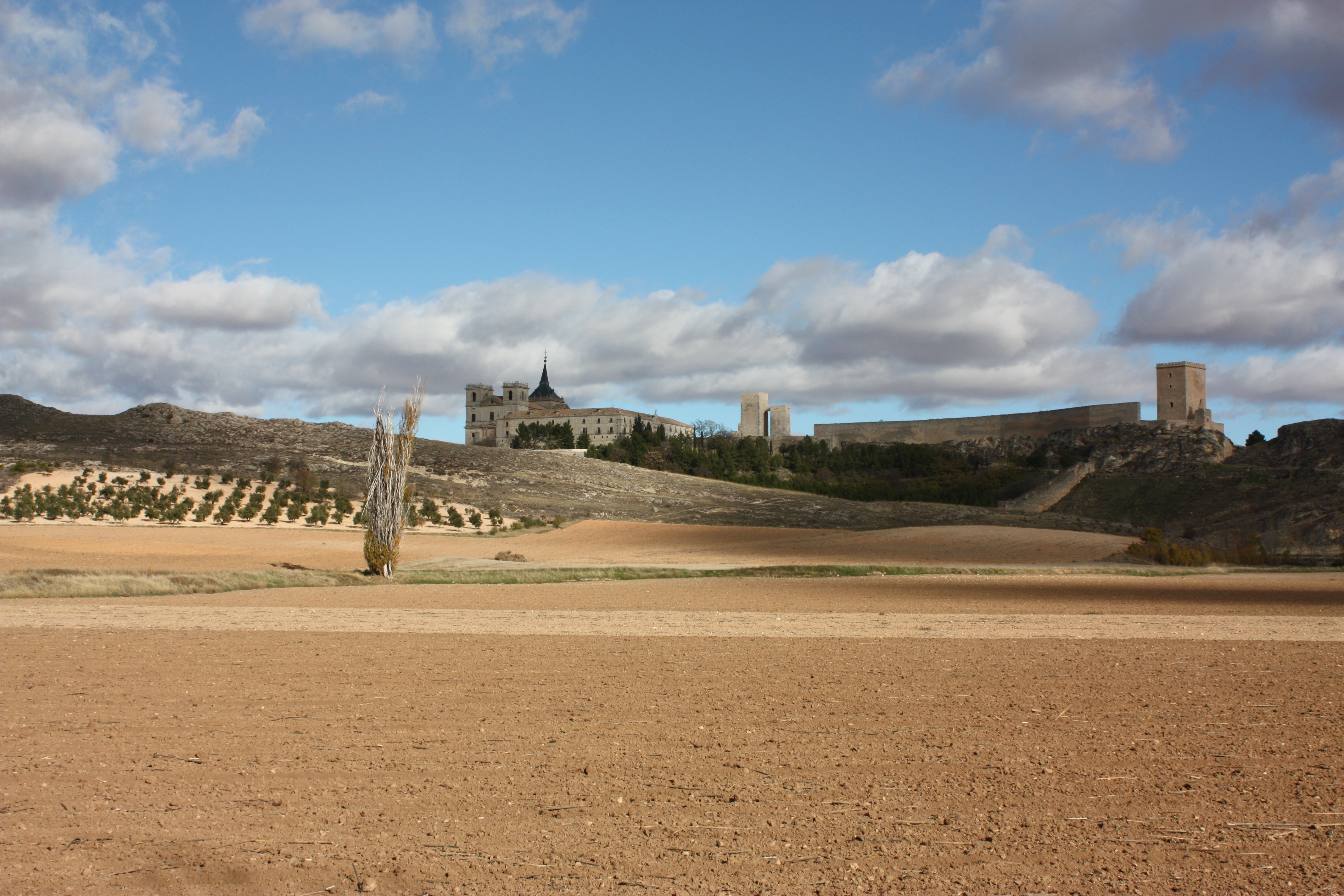
Campo entre Tribaldos y Uclés, escenario de las batallas de 1108 y 1809

Algunos hechos históricos previos se desarrollaron, al menos en parte, en lo que ahora es el término municipal de Tribaldos. La batalla de Uclés, el 30 de mayo de 1108, entre las tropas cristianas de Alfonso VI de León y las almorávides de Alí ibn Yusuf, se desarrolló en el campo que, al este de Tribaldos, separa a este municipio del de Uclés. Las tropas cristianas, comandadas por Álvar Fáñez y por Sancho, único hijo varón y heredero de Alfonso VI, situaron su campamento en Tribaldos o en las cercanías de Sicuendes, un poblado -hoy desaparecido- del término de Tribaldos «situado a media legua al oeste» de éste. Sicuendes debe su nombre a ser el lugar donde míticamente murieron, alcanzados por la caballería almorávide, siete de los condes que acompañaban al infante don Sancho, que también pereció en la batalla o en días posteriores.
En la Relación de Tribaldos se señala que a la iglesia del pueblo, Santo Domingo de Silos, «está anexo un despoblado que se llama Sicuendes, que rentará cada año cien ducados», y «hemos oído decir a los antiguos que en la iglesia del dicho anexo hay enterrados siete condes que murieron allí en una refriega que tuvieron los cristianos con los moros, y así antiguamente se llamaba Siete Condes y está corrupto el vocablo, llamándolo ahora Sicuendes». Igualmente, en la Relación de Uclés se indica que «Hacia poniente, camino de Sicuendes hay una cruz de piedra con la imagen de Jesucristo y de Nuestra Señora por la otra parte, en el cual sitio dicen, y es ansi, según se colige de escripturas antiguas, que en el murió el infante Don Sancho, hijo de Don Alfonso el Sexto, el cual estando en Toledo viejo envió a su hijo el infante D. Sancho con alguna gente a tomar Uclés y a su castillo trayendo su ayo Don Pedro de Cabra, y peleando con los moros cayó el infante y su ayo por defendello o se puso sobre él y a entrambos los mataron y fueron muertos donde al presente está la cruz».

### Relaciones topográficas de Felipe II
En las Relaciones de Felipe II, la correspondiente a Tribaldos fue elaborada el 1 de diciembre de 1575 por los vecinos de la localidad Lucas García y Julián García Orea. Lo más destacado de su contenido es, además de lo ya indicado respecto al nombre del pueblo y su anexo Sicuendes, que se indica que «el lugar no es muy antiguo, porque los edificios son nuevos y no tiene edificios antiguos, y es un lugar pequeño y no se alcanza a saber quién fue el fundador y si fue ganado de los moros», que «era del rey y caía en tierra del maestrazgo de Santiago», que los pleitos se llevaban en apelación a la «Chancillería de Granada, distante 56 leguas», y que el pueblo está en el obispado de Cuenca y arciprestazgo de Uclés.
La relación también nos aporta información sobre su clima, producciones o sus características físicas. Así se indica que el «sitio del pueblo está llano», que es «tierra templada, rasa y llana, con poca leña y poca caza», que «se cogen pocos cereales y poco vino y también son pocos los ganados», que las casas están hechas «de tapiería de tierra, yeso y piedra», que «tiene unos 150 vecinos», que su «iglesia está dedicada a Santo Domingo de Silos y una ermita a Santa Ana», y que «el hospital carece de rentas».

### Guerra de sucesión española
Otro hecho destacable tuvo lugar durante la guerra de sucesión, concretamente el 11 o 12 de septiembre de 1706, y tenemos noticia de él a través de los libros parroquiales de Tribaldos. Al final del Libro de Bautismos n.º 2 de la parroquia de Tribaldos, se encuentra un documento que da cuenta de los autos que debieron llevarse a cabo como consecuencia de que los libros de Baptizados Cassados y fundaziones fueron destrozados por «las tropas enemigas en el año pasado de settezientos y seis».
Con tal motivo, fueron llamados varios testigos: el Licenciado D. Miguel de Torres Cano, cura «de la Parrochial de la Villa de Tribaldos», Diego de Escamilla, Sacristán, y los vecinos Andrés de Morillas, Clemente Morillas y Juan Fernández Gálvez.
Estos testigos declararon que:

Los días honze o doze del mes de septiembre próximo pasado se acampó el exército enemigo de esta Corona en la Villa de Uclés y su término en el de ésta de donde salieron diferentes tropas de Ingleses y portugueses de cavallería e infantería y entraron en ésta villa en donde hizieron gravísimos daños y ostilidades a los vezinos, y executaron muchas violenzias y tropelías, y saqueándoles sus casas, y lo que no se podían llevar lo destrozaban dexandolas despoxadas y sin remedio alguno; libros, papeles e instrumentos, unos se llevaban y otros rompían, y destruyéndoles sus frutos y fue en tanto grado que muchos dexaron en la última desnudez como le suzedió al testigo, y le fue preziso cubrir partes de sus carnes por la honestidad con un poco ropa que se alló en la calle, y en dicha forma se fue a la Iglesia, en donde estava el Cura y diferentes personas para evadirse de los malos tratamientos e indignos que los dichos enemigos hazían y pretendieron hazer a todas las personas y de todos los estados, y estando en dicha Iglesia Parrochial vio zerca del Archivo de ella fragmentos y partes de los libros de Baptismos, velaziones y testamentos así antiguos como modernos, y que por entonces, con la confussión, no les hechó menos cosa espezial, aunque se reconozia faltar mucho que dichos enemigos se avían llevado, como lo hicieron de las casas de los vezinos particulares

Todo este episodio tuvo lugar en la segunda fase de la guerra de sucesión, y probablemente en el marco de la marcha del Archiduque Carlos de Austria en el mes de agosto de 1706 desde Madrid, donde había entrado por primera vez el 27 de junio, hacia Valencia.

### Batalla de Uclés (1809)
Posteriormente, el 13 de enero de 1809 se produjo, en el marco de la Guerra de la independencia, la batalla de Uclés entre las tropas napoleónicas y parte del ejército del centro español, que fue derrotado.
El escenario principal de la batalla fue el terreno situado al este de Tribaldos entre este municipio y el de Uclés. Según relata el Conde de Toreno, el general Venegas, al mando de las tropas españolas, sitúa al grueso del ejército en Uclés, dejando un puesto avanzado en Tribaldos, compuesto de unos 700 efectivos de caballería e infantería, al mando de Veremundo Ramírez de Arellano. En la tarde y noche del 12 de enero ya hubo algún tiroteo, pero fue a las siete de la mañana del día siguiente cuando el general Villatte, al frente de dos cuerpos de caballería y dos cañones, acometió contra las tropas apostadas en Tribaldos, obligándolas a replegarse hacia Uclés, y avanzando Villatte sin oposición por el llano que separa ambos municipios.
La Sociedad Estatal de Conmemoraciones Culturales elaboró, con motivo del 200 aniversario de la Guerra de la Independencia, diversos videos divulgativos, entre los que se encuentra uno correspondiente al desarrollo de la batalla de Uclés.
Igualmente, en la Biblioteca Virtual de Patrimonio Bibliográfico del Ministerio de Educación, Cultura y Deporte puede accederse a una lámina del Atlas de la Guerra de la Independencia donde puede observarse la disposición de las tropas de los ejércitos franceses y españoles en Tribaldos y Uclés.

### Guerras carlistas
La tercera guerra carlista también afectó a Tribaldos, como relata la Narración militar de la guerra carlista de 1869 a 1876, publicada por el Cuerpo del Estado Mayor del Ejército en 1883. En ella se da cuenta de las operaciones del Brigadier carlista José Santés y Murgi en febrero de 1874 por la provincia de Cuenca. Santés, que llevaba varias semanas por la zona, conociendo que el Gobierno había enviado desde Madrid por ferrocarril dos brigadas contra él, se retiró hacia el norte, «destacando durante la marcha partidas a derecha e izquierda para abarcar mayor número de pueblos, en los cuales exigió fuertes sumas e hizo rehenes». Tras cortar la línea telegráfica en más de 30 km cerca de Cuenca dejando así aislada a la capital, «merced a una marcha rápida se acercó el día 15 a Tarancón, Tribaldos, Villarrubio y poblaciones comarcanas». 
El brigadier Gobernador militar de Cuenca, D. Francisco Garbayo, informaba al ministro de la Guerra el día 20 de febrero sobre la situación de la provincia tras el paso de Santés, diciendo que «las partidas separadas del grueso de la facción invaden grandes zonas a derecha e izquierda de su marcha principal, corriéndose por los pueblos, a los que causan enormes exacciones», dejando a los habitantes atemorizados «con las calamidades que arrastran tras sí las facciones». Y continúa señalando que «la expedición de Santés por los partidos de Cañete, Motilla del Palancar, San Clemente, Belmonte, Tarancón y Huete ha sido devastadora para el país, que ha sufrido perjuicios de muchísima consideración en todos conceptos, y le ha servido para hacer prosélitos y apoderarse de fondos, armas y caballos».

### Expansión demográfica
Tras éstos momentos, comienza el período de mayor expansión demográfica de Tribaldos, período que se prolongará hasta la guerra civil de 1936-1939. Así, aunque su población nunca ha sido alta (alcanza su máximo en 1900, con 779 habitantes), en términos relativos en poco más de 50 años, del censo de 1842 al de 1900, crece un 48,98 %. Igualmente, pasa de ser un pueblo sin ningún tipo de dotación y con una economía exclusivamente agrícola a contar con Farmacia, abierta por en farmacia Jorge Morillas García en 1879, médico residente, maestro, etc., y a contar con algunas industrias, talleres, etc.
Así, a finales del siglo XIX se establece por la familia Morillas una fábrica de quesos, cuyos productos ganarán medalla en la exposición Hispano-Francesa celebrada de mayo a diciembre de 1908 en Zaragoza.

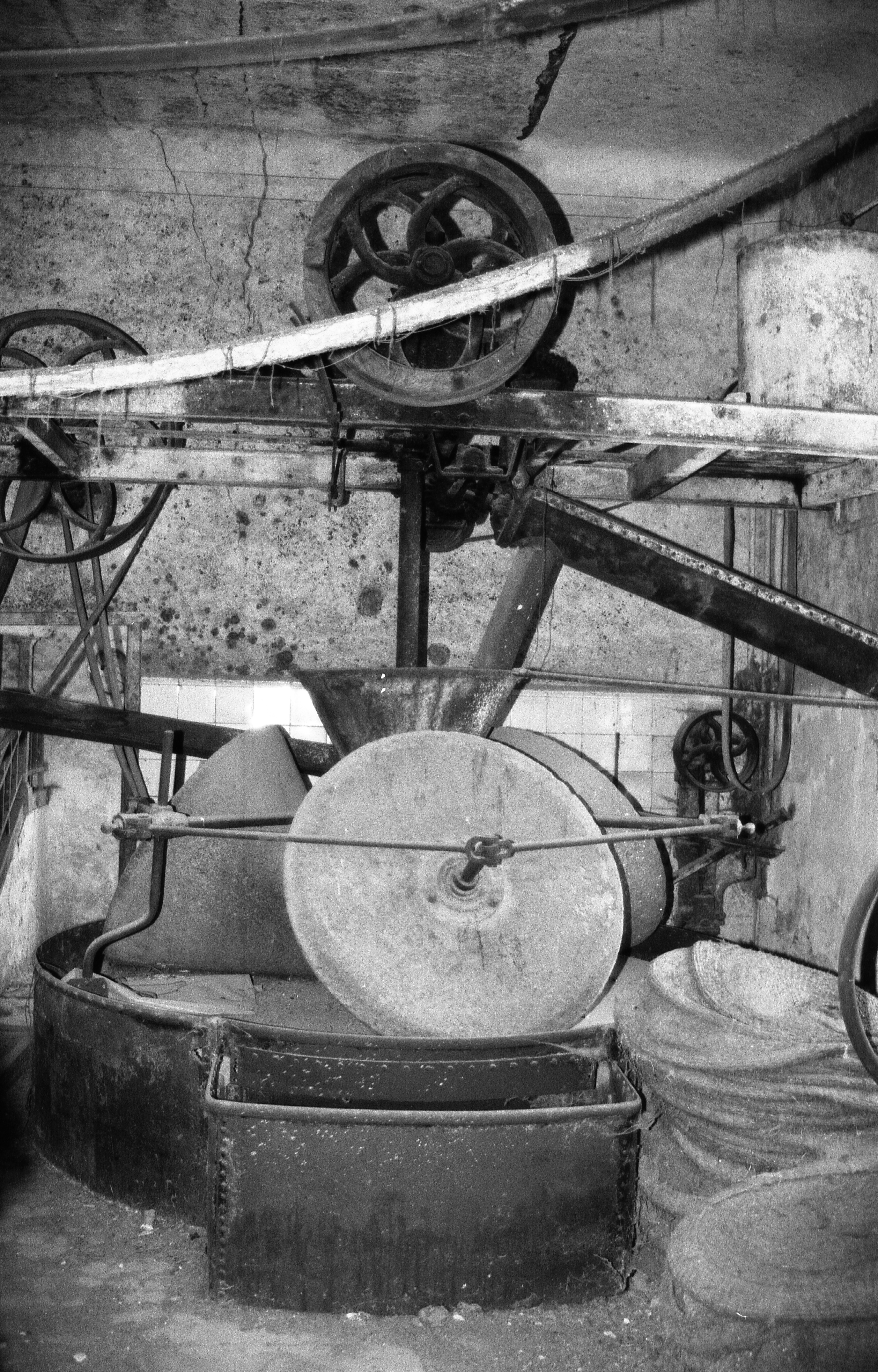
Molones de piedra de la fábrica de aceite San José de Tribaldos

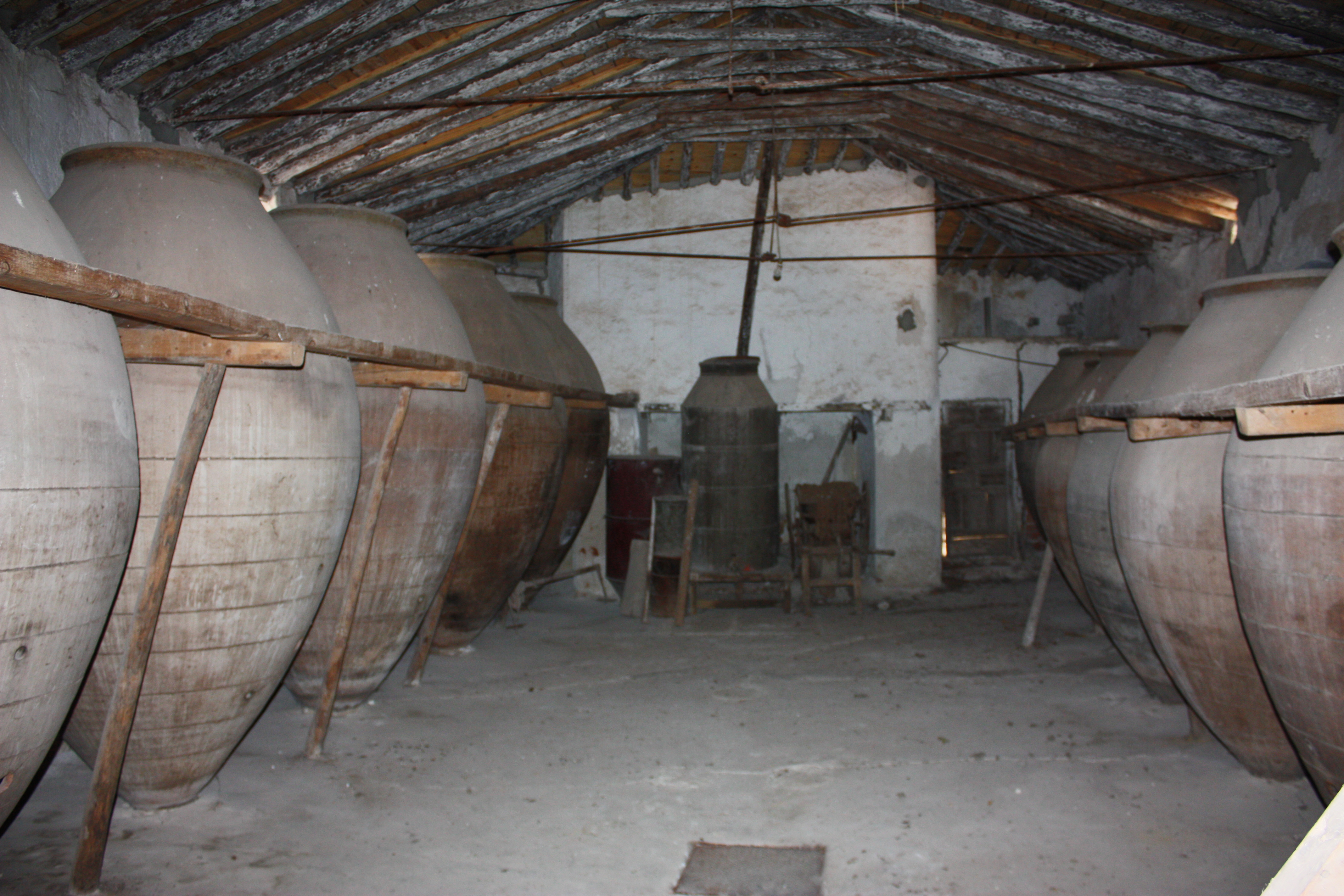
Tinajas de antigua bodega de Tribaldos

En 1912 se inaugura la fábrica de aceites San José, también de la familia Morillas, que permanecerá operativa hasta 1957. Con motivo de la inauguración de esta fábrica, y por sus necesidades productivas, se realiza una conducción de agua desde la tubería que abastece al municipio de Tarancón, que pasa aproximadamente a 1 km por el paraje denominado la sierra, al noreste del pueblo. Ello permite también dotar al pueblo de la primera fuente pública de agua corriente, dado que hasta entonces el abastecimiento de agua era exclusivamente de pozos. La fuente aún se conserva en su emplazamiento original, situada a escasos metros del actual parque municipal, y en el frontispicio de la construcción que la contiene, recientemente restaurada, figura el año de su inauguración. Posteriormente también se ponen en funcionamiento otras dos almazaras, de las familias Bressend y Ballesteros. A ello se unieron bodegas, fábricas de yeso, dos canteras, taller de forja, carpintería y taller de construcción de carros y galeras. También, aproximadamente en los años veinte del siglo pasado, se dota al municipio de luz eléctrica y de telégrafo, llegando el teléfono ya en la posguerra.
Sin embargo, mantendrá su carencia de algunas dotaciones básicas hasta casi finales del siglo XX, pues hasta 1979 el pueblo carecía de alcantarillado, y es también en esas fechas cuando se construye la red de distribución de agua corriente a todas las viviendas, siendo ya en los primeros ochenta del siglo XX cuando se pavimentan las calles.

### Decadencia y emigración
La guerra civil supondrá la finalización de este período de crecimiento demográfico y económico. Durante toda la guerra de 1936-1939 Tribaldos permaneció dentro del territorio controlado por la República, y en el municipio no tuvo lugar ninguna acción bélica, pese a su relativa cercanía a algunos de los frentes. No obstante, en los primeros meses de la guerra fueron fusilados un número aproximado de 12 personas, siendo destacable que de varias familias fueron varios miembros, así como también al finalizar la guerra, siendo un vecino de Tribaldos el último ejecutado en el cercano monasterio de Uclés, que había sido convertido en cárcel tras la guerra, en junio de 1942.
La fractura social derivada de estos acontecimientos, así como la desaparición de buena parte del empresariado, pequeños propietarios y trabajadores, unidos a las condiciones económicas y sociales de la posguerra, supuso el inicio del declive de Tribaldos, que se agudizó en la década de los sesenta y setenta del siglo pasado con una masiva emigración hacia, fundamentalmente, Madrid, y también Barcelona y Valencia, para convertirse actualmente en uno de tantos pueblos en los que la actividad económica se reduce a unas pocas explotaciones agrícolas, con difícil relevo generacional, la población no llega al centenar de habitantes, de los cuales casi la mitad tienen más de 65 años, y su viabilidad futura ofrece una negativa perspectiva, más allá de constituirse en segunda residencia de descendientes de los emigrados en su día.

## Demografía
Tribaldos cuenta con una población de 98 habitantes (INE 2024).
| Gráfica de evolución demográfica de Tribaldos entre 1842 y 2021                                                     |
| |
| Población de derecho según los censos de población del INE Población de hecho según los censos de población del INE |

Según estas cifras, y en función de su extensión, tiene una densidad muy baja. Para hacerse una idea de lo baja de la cifra que presenta Tribaldos, debe tenerse en cuenta que la densidad de población de la provincia de Cuenca –una de las más extensas y, a la vez, menos pobladas, de España- es de 11,89 hab/ km²; la de Castilla-La Mancha –de nuevo, una de las más extensas de España- de 25,96 hab/ km²; y la media nacional asciende a 92,02 hab/ km².
En cuanto a la composición actual de la población, llama la atención el equilibrio entre el número de hombres (48) y el de mujeres (47). También destaca la elevada población mayor de 65 años, que supone el 45,83 % del total de habitantes. Por el contrario, los menores de 18 años apenas suponen un 7% de la población total.
| Año  | Hombres | Mujeres | Tot población de hecho | Tot población de derecho | Hogares |
| 1842 | -       | -       |                        | 523                      | 134     |
| 1857 | -       | -       | 567                    | -                        | 168     |
| 1860 | -       | -       | 570                    | -                        | 163     |
| 1877 | -       | -       | 673                    | 687                      | 201     |
| 1887 | -       | -       | 705                    | 708                      | 206     |
| 1897 | -       | -       | 771                    | 771                      | 204     |
| 1900 | -       | -       | 776                    | 779                      | 221     |
| 1910 | -       | -       | 769                    | 764                      | 216     |
| 1920 | -       | -       | 720                    | 734                      | 199     |
| 1930 | -       | -       | 704                    | 701                      | 211     |
| 1940 | -       | -       | 631                    | 657                      | 201     |
| 1950 | -       | -       | 612                    | 617                      | 178     |
| 1960 | -       | -       | 547                    | 577                      | 183     |
| 1970 | -       | -       | 354                    | 363                      | 117     |
| 1981 | -       | -       | 225                    | 231                      | 79      |
| 1991 | 79      | 80      | 159                    | 159                      | 60      |
| 2001 | 60      | 74      | 134                    | 131                      | 61      |
| 2011 | 54      | 70      | 124                    | 121                      | 61      |
| 2012 | 51      | 64      | 115                    | -                        | -       |
| 2013 | 52      | 58      | 110                    | -                        | -       |
| 2014 | 49      | 47      | 96                     | -                        | -       |
| 2015 | 48      | 47      | 95                     | -                        | -       |

|       | Ambos sexos | Hombres | Mujeres |
| Total | 96          | 49      | 47      |
| 0-4   | 0           | 0       | 0       |
| 5-9   | 4           | 3       | 1       |
| 10-14 | 2           | 1       | 1       |
| 15-19 | 1           | 1       | 0       |
| 20-24 | 1           | 1       | 0       |
| 25-29 | 2           | 0       | 2       |
| 30-34 | 4           | 2       | 2       |
| 35-39 | 4           | 2       | 2       |
| 40-44 | 6           | 4       | 2       |
| 45-49 | 10          | 4       | 6       |
| 50-54 | 4           | 2       | 2       |
| 55-59 | 7           | 6       | 1       |
| 60-64 | 7           | 3       | 4       |
| 65-69 | 10          | 5       | 5       |
| 70-74 | 11          | 7       | 4       |
| 75-79 | 11          | 4       | 7       |
| 80-84 | 7           | 3       | 4       |
| 85-89 | 4           | 1       | 3       |
| 90-94 | 1           | 0       | 1       |
| 95-99 | 0           | 0       | 0       |
| +100  | 0           | 0       | 0       |

Desde las relaciones topográficas de Felipe II, en las que ya señalamos que se indicaba que tenía una población de 150 habitantes, Tribaldos creció progresivamente a lo largo de los siguientes siglos hasta alcanzar su máximo a finales del siglo XIX y comienzos del XX. A partir de ese momento se mantiene relativamente estable durante casi 50 años, hasta empezar tras la guerra civil una paulatina pérdida de población que se acentúa en las décadas de los sesenta y setenta del siglo pasado, al punto de que en apenas 20 años pierde el 50 % de su población, y entre 1950 y 1991 pierde el 75 % de sus habitantes.
A partir de esta última fecha presenta un descenso mucho más paulatino pero inexorable, dado que en términos absolutos la población ha descendido en 25 años poco más de 60 habitantes, pero eso en una población ya muy mermada ha supuesto en esos últimos 25 años la pérdida del 40 % de sus habitantes respecto a 1991. Esta situación podría calificarse de irreversible, dado que se trata de un problema puramente vegetativo, con una población muy envejecida y con apenas reposición debido al bajísimo número de nacimientos en las últimas décadas.
Esta realidad solo se palía parcialmente en época estival, con la afluencia de antiguos emigrantes o sus descendientes a las viviendas que conservan en el pueblo, que ahora operan como segunda residencia. En este sentido, es de destacar que a los 61 hogares habituales hay que sumar otras 100 viviendas de segunda residencia.
El Plan de Delimitación del Suelo Urbano, que ha venido siendo tramitado desde el año 2000 y aprobado definitivamente en 2012, estima la población estacional actual en unos 800 habitantes (cifra que no se sustenta en relación con el número de segundas residencias), y realiza para 2023 una proyección de 120 habitantes permanentes (es decir, un incremento del 30 % de población en los próximos 7 años, cuando la realidad es que la población ha descendido prácticamente ese 30 % en tan solo el período 2011-2015), así como un incremento de aproximadamente 500 segundas residencias, lo que elevaría la cifra de población estacional hasta los 1.500 habitantes, cifras todas ellas que parecen irreales a la vista de la evolución de la población de Tribaldos que se ha recogido anteriormente y también de la situación del mercado inmobiliario en España, que no ofrece signo alguno que permita estimar que se multiplicarán por cinco las segundas residencias en el municipio.

### Urbanismo
Tribaldos carecía de instrumento de planeamiento específico, rigiéndose Normas de Planeamiento Urbanístico de la Provincia de Cuenca aprobadas por la Comisión Provincial de Urbanismo en fecha 14 de diciembre de 1994 y publicadas en el DOCM n.º 4 de 27 de enero de 1995.
En el año 2000, la Corporación Municipal inició los trámites para la redacción y aprobación de una norma urbanística propia. Se redactaron varias propuestas, alguna de las cuales llegó a ser sometida a información pública, pero sin llegar a su aprobación. A partir de las elecciones de 2007, la nueva Corporación Municipal retomó la tramitación del Plan de Delimitación de Suelo Urbano, si bien rechazando los anteriores planteamientos y redactando una nueva propuesta que, tas el período de información en el que no fue atendida ninguna de las alegaciones presentadas, fue definitivamente aprobado en 2012.
El Plan de Delimitación de Suelo Urbano (en adelante, PDSU) tiene la virtud, como señala su memoria, de «ordenar el crecimiento previsto, controlar los usos del suelo y regular la edificación que sobre él pueda surgir, garantizar la utilización de los criterios constructivos tradicionales formales, preservar el patrimonio y conservar el suelo rústico, mediante el empleo de criterios de sostenibilidad y protección del medio ambiente», regulando «volúmenes, alturas máximas tipologías (con recomendaciones sobre tipologías constructivas, materiales, colores y acabados), que se utilizará para la recuperación del carácter rural del núcleo. Se fomenta recuperar la tipología tradicional de manzana cerrada en el casco urbano y la uniformidad en los cerramientos, en los que se utilicen los mismos materiales empleados en las fachadas». Igualmente, por primera vez se realiza un catálogo de bienes.
Respecto al urbanismo actual de Tribaldos, el propio PDSU señala al referirse a los usos y tipologías existentes que «el uso predominante en el interior del casco urbano es el residencial unifamiliar, con una tipología de edificación adosada, conformando manzanas con patios irregulares y amplios en el interior de estas. Se conforman manzanas cerradas de muy distinto tamaño. Las viviendas cuentan con dos plantas o dos más bajo cubierta, siendo ésta inclinada de teja. Existe una gran tipología de materiales y composiciones en las fachadas, no guardando ningún criterio estético. La distribución de las viviendas corresponden a la típica casa castellano-manchega. (…) Los valores estéticos y ambientales se deterioran en la periferia del núcleo, donde junto a algunas tapias de almacenes o granjas, se encuentran edificaciones con fachadas y tipologías discordantes con el entorno. (…) Una de las principales características de Tribaldos es la falta de criterio en los acabados y tipologías edificatorias. Esta diversidad ha provocado la pérdida de las características propias del pueblo tipo manchego».

### Comunicaciones
El acceso a Tribaldos se realiza a través de la carretera CUV-7021, que une la salida 90 Tribaldos-Uclés de la A-3 Autovía de Valencia con la localidad de Carrascosa del Campo, pasando por Tribaldos, Uclés y Rozalén del Monte. Tribaldos se encuentra a algo menos de 3 kilómetros de la A-3. También puede accederse desde la A-40 Autovía de Castilla-La Mancha, en su salida 257 en Carrascosa del Campo, para tomar la citada CUV-7021.
La estación de tren más cercana se encuentra en Tarancón, a 12 km de Tribaldos, que cuenta con varios servicios diarios tanto hacia Aranjuez y Madrid como hacia Cuenca. También dispone de una estación de autobuses donde tienen parada distintas líneas a Madrid, Cuenca, Valencia y conexiones con pueblos de la comarca. La ruta regular de viajeros de Madrid a Tribaldos ha sido suprimida.
Por el norte de su término municipal pasan las vías de la línea de Alta Velocidad Madrid-Levante.
Tribaldos se encuentra a 76 kilómetros de Cuenca, a 93 kilómetros de Madrid y a 118 kilómetros de la capital de Castilla-La Mancha, Toledo. La conexión con estas tres ciudades se realiza prácticamente en su totalidad a través de autovía, bien la A-3 Autovía de Valencia, bien la A-40 Autovía de Castilla-La Mancha.

### Economía
Prácticamente la única actividad económica que se desarrolla en Tribaldos es la agrícola, dado que ya no existen actividades comerciales o industriales. Esta actividad agrícola se centra en el cultivo extensivo de cereales (fundamentalmente, cebada y trigo) y girasol, y en menor medida de cultivos leñosos como olivar y alguna viña. Actualmente el número de explotaciones agrícolas no llega a la decena, en su mayoría de pequeña y mediana dimensión y explotadas por los propios titulares, con excepción de tres de ellas. El resto de la población activa trabaja mayoritariamente en Tarancón, en el sector industrial, comercial o de servicios.
El número de parados registrados en Tribaldos es de 9, de los cuales 3 son hombres y 6 mujeres. De ellos, 3 están en la franja de edad de entre 25 y 44 años, y los 6 restantes son mayores de 45 años. Ello supone que, en relación con la población de Tribaldos en esos tramos de edad (no existen datos accesibles sobre población activa), más de 1 de cada cinco tribaldeños está en paro.
En el terreno comercial o de servicios Tribaldos depende por completo de Tarancón, cabeza económica, comercial y de servicios de la comarca, donde se encuentran situados los comercios de todo tipo y los servicios públicos (Centro de Especialidades del SESCAM, Agencia Tributaria, Seguridad Social…) o privados (bancos, seguros, talleres, etc.).

## Símbolos
El Ayuntamiento de Tribaldos acordó a principios de la década de los noventa del pasado siglo la adopción de Escudo de Armas Municipal. De conformidad con lo previsto en la normativa vigente, la propuesta se sometió al preceptivo informe de la Real Academia de la Historia. El informe oficial aprobado por ésta, a propuesta del académico Faustino Menéndez Pidal de Navascués, señala que
«Se parte de dos hechos muy adecuados al caso: la pertenencia de Tribaldos (Cuenca) a la jurisdicción de Uclés y por consiguiente a la Orden de Santiago y la existencia, en su término, del despoblado de Sicuendes o Siete Condes, donde se supone que perdieron la vida ante los almorávides el infante don Sancho, hijo de Alfonso VI, y siete condes de su hueste.
(…) Puede admitirse la cruz-espada para recordar a la Orden santiaguista (…) por ser hoy la más reconocida y la que más generalmente evoca la propia Orden Militar. En cambio resulta inoportuno, por anacrónico, (…) coronas de los tipos preconizados por los tratadistas del siglo XVII [...] La solución mejor es emplear coronas de las llamadas “a la antigua” para los condes.
Las armas de Tribaldos quedarían así: de plata, la cruz-espada de Santiago de gules, acompañada de siete coronas a la antigua de lo mismo, dispuestas en orla, tres en cada flanco y en otra punta. El escudo se timbra, conforme a la propuesta, con la corona real española».
Sobre esta base, la Orden de 5 de septiembre de 1995, del Consejero de Administraciones Públicas de la Junta de Comunidades de Castilla-La Mancha, aprobó el escudo de Armas del Municipio de Tribaldos, con la siguiente descripción: 
De plata, la Cruz-Espada de Santiago de gules, acompañada de siete coronas a la antigua de lo mismo, dispuestas en orla, tres en cada flanco y una en punta. El escudo se timbra con la corona real española.

## Administración y política
Debido al descenso de población, en Tribaldos se eligen tan solo tres concejales. Sin embargo, tras las elecciones celebradas en mayo de 2015 tan solo dos de los concejales electos se acreditaron, renunciando el tercero a su acta de concejal, por lo que la Corporación Municipal de Tribaldos está integrada en la actualidad por el alcalde y un Concejal, ambos del Partido Socialista Obrero Español. Los Alcaldes de Tribaldos desde las primeras elecciones municipales democráticas han sido los que se recogen en la siguiente tabla.

| Período     | Nombre                   | Partido |
| 1979 – 1983 | Ángel Ferrán Torres      | UCD     |
| 1983 – 1987 | Juan José Albares        | INDEP.  |
| 1987 – 1991 | M. Josefa Gómez Bustos   | AP      |
| 1991 – 1995 | Julián Fernández Albares | PSOE    |
| 1995 – 1999 | Julián Fernández Albares | PSOE    |
| 1999 – 2003 | Julián Fernández Albares | PSOE    |
| 2003 – 2004 | Julián Fernández Albares | PSOE    |
| 2004 – 2007 | Francisco García López   | PSOE    |
| 2007 - 2011 | Ángel Mansilla Sáez      | PP      |
| 2011 – 2015 | Ángel Mansilla Sáez      | PP      |
| 2015 - 2019 | Ángel Mansilla Sáez      | PP      |

También como consecuencia de su tamaño, los servicios municipales están cubiertos exclusivamente por una Secretaría-Intervención a tiempo parcial, compartida con otros municipios, atendiéndose durante unas horas dos mañanas y una tarde a la semana. También determinados días se presta servicio de atención al consumidor, desplazándose desde la OMIC situada en el pueblo de Carrascosa del Campo.
Tribaldos pertenece a varias Mancomunidades para la prestación de distintos servicios. 
Así, para el abastecimiento del agua está integrada desde abril de 2003 en la Mancomunidad de Aguas del Girasol, de la que forman parte 12 municipios de Cuenca y uno de Toledo y que abastece a 25.000 habitantes. Se nutre de aguas del Tajo, desde el pantano de Almoguera, que son tratadas por una Estación de Tratamiento de Agua Potable (ETAP) situada en el municipio de Leganiel. La Confederación Hidrográfica del Guadiana –a la que pertenece Tribaldos- está llevando a cabo trabajos de mejora de la red de abastecimiento de agua al municipio.
Promovida por la Consejería de Obras Públicas y en ejecución del plan de saneamiento y depuración de aguas residuales en Castilla-La Mancha 1997-2015, en junio de 2007 entró en funcionamiento la Estación Depuradora de Aguas Residuales (EDAR) que se sitúa en Villarrubio y que da servicio a varios municipios, entre otros a Tribaldos. La tubería de saneamiento de Tribaldos discurre en paralelo al camino de Villarrubio, para luego, junto con la de Uclés, descender en paralelo al río Bedija hasta la EDAR. Con ello se han eliminado los vertidos sin tratamiento ni reutilización que se producían anteriormente.
Para la recogida, gestión y tratamiento de residuos urbanos, Tribaldos está integrada desde 1995 en la Mancomunidad Llanos del Monasterio, la cual está formada por los municipios de Alcázar del Rey, Paredes, Huelves, Uclés, Tribaldos, Rozalén, Villarrubio y Almendros. La recogida en invierno es dos veces en semana y tres en verano. Los residuos son llevados a la estación de transferencia de Carrascosa del Campo (municipio de Campos del Paraíso, Cuenca). Existe recogida selectiva de orgánicos, papel, vidrio, plástico y envases, y aceite doméstico usado. Tribaldos también está adherido al Consorcio Provincial de Medio Ambiente para la Gestión de Residuos (CONSORMA) desde el año 2004.
Tribaldos pertenece a la Federación para el Desarrollo de la Sierra y Mancha Conquense (ADESIMAN), un Grupo de Desarrollo Rural constituido en 1997 en el que se integran «un total de 56 ayuntamientos y un gran número de asociaciones (juveniles, culturales, de mujeres, de la tercera edad, de empresarios), así como cooperativas y organizaciones agrarias, empresas, y un elevado número de profesionales autónomos y personas físicas». La finalidad de ADESIMAN es el desarrollo local de la comarca.
Presupuesto
El presupuesto del Ayuntamiento de Tribaldos del ejercicio 2015 ascendió a 153 745,00 euros, equilibrado entre ingresos y gastos. En términos generales, respecto del apartado de ingresos destacan, por un lado, los capítulos 1 de Impuestos directos y 3 de Tasas, que suponen conjuntamente el 57 % del presupuesto de ingresos, y por otro los capítulos 4 y 7 de transferencias corrientes y de capital, que suponen otro 31 % del presupuesto. Por el lado de los gastos, el funcionamiento del ayuntamiento, capítulos 1 y 2 (personal y gastos en bienes corrientes y servicios) suponen el 66,6 % del presupuesto, reservándose para inversiones otro 33 % del presupuesto de gastos.
Respecto a la evolución del presupuesto del ayuntamiento desde 1985, el siguiente cuadro resumen presenta los datos de ingresos y de gastos y la evolución de cada ejercicio respecto al anterior.
| Año  | Ingresos € | % Var.   | Gastos €   | % Var.   |
| 1985 | 25 507,50  |          | 25 507,51  |          |
| 1986 | 20 085,82  | -21,26 % | 20 085,82  | -21,26 % |
| 1987 | 30 823,96  | 53,46 %  | 30 823,97  | 53,46 %  |
| 1988 | 22 395,56  | -27,34 % | 22 395,56  | -27,34 % |
| 1989 | 28 610,13  | 27,75 %  | 28 610,14  | 27,75 %  |
| 1990 | 25 184,24  | -11,97 % | 25 184,24  | -11,97 % |
| 1991 | 48 080,98  | 90,92 %  | 48 080,96  | 90,92 %  |
| 1992 | 60 081,82  | 24,96 %  | 60 081,81  | 24,96 %  |
| 1993 | 175 639,78 | 192,33 % | 175 639,78 | 192,33 % |
| 1994 | 130 552,18 | -25,67 % | 130 552,19 | -25,67 % |
| 1995 | 106 901,11 | -18,12 % | 106 901,11 | -18,12 % |
| 1996 | 126 552,92 | 18,38 %  | 126 552,92 | 18,38 %  |
| 1997 | 121 516,36 | -3,98 %  | 121 516,36 | -3,98 %  |
| 1998 | 132 621,75 | 9,14 %   | 132 621,74 | 9,14 %   |
| 1999 | 127 437,71 | -3,91 %  | 127 437,70 | -3,91 %  |
| 2000 | 142 217,00 | 11,60 %  | 142 216,99 | 11,60 %  |
| 2001 | 109 234,74 | -23,19 % | 109 234,73 | -23,19 % |
| 2002 | 156 325,62 | 43,11 %  | 156 325,62 | 43,11 %  |
| 2003 | 162 648,41 | 4,04 %   | 162 648,41 | 4,04 %   |
| 2004 | 0,00       | -        | 0,00       | -        |
| 2005 | 0,00       | -        | 0,00       | -        |
| 2006 | 0,00       | -        | 0,00       | -        |
| 2007 | 0,00       | -        | 0,00       | -        |
| 2008 | 115 859,42 | -        | 97 821,40  | -        |
| 2009 | 149 539,45 | 29,07 %  | 138 967,78 | 42,06 %  |
| 2010 | 148 714,49 | -0,55 %  | 142 440,31 | 2,50 %   |
| 2011 | 140 763,86 | -5,35 %  | 127 022,67 | -10,82 % |
| 2012 | 172 149,67 | 22,30 %  | 136 301,85 | 7,31 %   |
| 2013 | 147 931,95 | -14,07 % | 157 086,37 | 15,25 %  |
| 2014 | 155 865,00 | 5,36 %   | 155 865,00 | -0,78 %  |
| 2015 | 153 745,00 | -1,36 %  | 153 745,00 | -1,36 %  |

Impuestos y presión fiscal
Tribaldos tiene regulada por ordenanza fiscal la práctica totalidad de figuras impositivas que puede imponer un ayuntamiento: Impuesto sobre los bienes inmuebles, Impuesto de Actividades económicas, Impuesto sobre vehículos de tracción mecánica, Impuesto sobre el incremento de valor de los terrenos de naturaleza urbana, Impuesto de Construcciones, Instalaciones y Obras, Tasa de residuos, Tasa de depuración de aguas, Tasa de cementerios, etc. A ello debe sumarse que en los últimos años se ha producido un fuerte aumento de la mayoría de los tipos impositivos de la práctica totalidad de los impuestos más significativos.
Así, por ejemplo, en el IBI podemos observar que para los inmuebles de naturaleza urbana hasta 2007 el tipo impositivo era del 0,56. En 2008, se aumentó hasta el 0,65, lo que supuso un incremento del 16,67 %. En 2012 se aumentó nuevamente el tipo hasta el 0,8 –un incremento del 23,08 %-, y en 2013 de nuevo hasta el 0,88, es decir, un incremento adicional del 10 %. A ello debe sumarse que en 2012 se produjo a petición del ayuntamiento la revisión del valor catastral de los inmuebles, que debido a que no se había producido desde 1989 supuso un fuerte incremento del valor catastral de los bienes, base imponible, como es sabido, del Impuesto de Bienes Inmuebles.
El incremento de tipos fue aún mayor en los bienes de naturaleza rústica: hasta 2007 el tipo estaba situado en el 0,3, pasando en 2008 al 0,5, es decir, un incremento del 66,67 %, y en 2012 al 0,75, es decir, un nuevo incremento del 50 %, acumulando en el período un incremento de tipos del 166,66 %, a lo que hay que sumar, como en el caso anterior, la revisión de valores catastrales.
Lo mismo puede señalarse del Impuesto sobre vehículos de tracción mecánica, cuyos tipos sufrieron en 2012 un incremento del 25% en el caso de turismos, camiones, autobuses y tractores, y hasta del 58,37 % en el caso de ciclomotores y motocicletas de hasta 125 cc.
También en 2012 se estableció el Impuesto sobre el Incremento de valor de los terrenos de naturaleza urbana, popularmente conocido como plusvalía, que hasta entonces no se exigía en el municipio, y fijando prácticamente los tipos máximos posibles.
Todo ello ha supuesto un fuerte incremento de la presión fiscal local directa, como puede evidenciarse en el hecho de que el capítulo 1 Impuestos directos del presupuesto de ingresos del ayuntamiento sufrió en 2012 un incremento del 203,10 %. Esta presión fiscal se ha mantenido en los siguientes años, pues la rebaja acordada en el tipo del IBI de bienes urbanos en el año 2015 (única rebaja de tipos aprobada de todos los impuestos citados) no llega ni a paliar el mero incremento del 10 % anual del valor catastral sobre el que se aplica.

## Servicios
Tribaldos, considerando en particular su tamaño y población, cuenta con un buen número de infraestructuras y dotaciones locales. 
Respecto de los equipamientos básicos, cuenta con un centro de salud, en donde pasan consulta varias veces a la semana un médico y un enfermero, que depende del centro de salud de atención primaria de Carrascosa del Campo, estando el centro de especialidades situado en Tarancón.
Tiene también un parque de unos 1000 m² de superficie, dotado en una parte de juegos infantiles, llamado parque El Caminillo, anteriormente denominado Matilde Valentín en homenaje a la Consejera de Sanidad bajo cuya gestión se construyó el centro de salud de Tribaldos. Hay otro parque en desarrollo, en el camino de Villarrubio, financiado por la Diputación Provincial y la Confederación Hidrográfica del Guadiana, en el que se plantarán diversas especies de árboles, además de instalarse bancos, merenderos, etc.
Respecto a otras dotaciones recreativas, el recinto denominado Margarita García –en honor a la anterior propietaria del inmueble, facilitado al ayuntamiento en condiciones ventajosas- cuenta con piscina pública, pista polideportiva y frontón, ocupando una superficie de más de 4200 m².
Tribaldos cuenta con un Centro social, multiusos o polivalente, ubicado en las antiguas escuelas. A finales de los años cincuenta, debido al estado de los locales del ayuntamiento donde se impartían las clases, y gracias a las gestiones de Enrique Serrano Guirado el Ministerio de Educación construyó un grupo escolar, con dos aulas, dos viviendas para los maestros, patio de recreo y otras dependencias. El municipio lo denominó colegio público Enrique Serrano. Actualmente, al carecer de uso académico reglado debido al bajo número de niños en edad escolar, y tras algunas reformas realizadas por anteriores Corporaciones Municipales, se emplea como centro polivalente (social, cultural, reuniones, exposiciones, aula de mayores…).
La actual Corporación Municipal está llevando a cabo la construcción de nueva planta de una Casa de la Cultura, en los que está invirtiendo los fondos asignados al municipio por la Diputación Provincial en los últimos cinco años en el marco del Plan Provincial de Obras y Servicios.
Tribaldos cuenta con un punto limpio para la recogida y posterior tratamiento de enseres, muebles, electrodomésticos, etc.
Tribaldos tiene báscula municipal para el pesaje de remolques y camiones.
El cementerio municipal, situado en el norte de la localidad, está en buen estado, tras una ampliación realizada hace aproximadamente una década, con un nivel de saturación del 65 %.

## Cultura

### Patrimonio

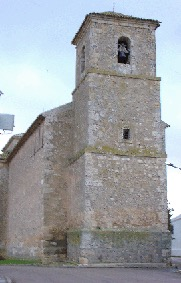
Iglesia de Santo Domingo de Silos

Destaca la iglesia de Santo Domingo de Silos del siglo XVI, situada en la parte más alta del casco urbano.
Está construida en estilo herreriano, probablemente realizada por los mismos maestros que contemporáneamente edifican el monasterio de Uclés, aunque su nave es de transición al barroco. Tiene planta de cruz latina y está compuesta por una nave, crucero y cabecera. La nave está cubierta con bóveda de lunetos, y el crucero con cúpula sobre pechinas. En el exterior tiene una gran torre de cuatro cuerpos decrecientes, diferenciados por sus retalles, centrada en el piecero. 
Tiene una portada plateresca con arco de medio punto y embocadura almohadillada, con medallones circulares representando a San Pedro y San Pablo y una hornacina central con una imagen de la Virgen.
Su amplio interior carece de obras de arte destacables, con excepción de dos obras de orfebrería religiosa, un copón de plata repujada y un cáliz de plata dorada y cincelada.
La plaza que rodea el acceso a la iglesia ha sido reformada, destacando la instalación sobre pedestal de una estatua de Santo Domingo de Silos. 

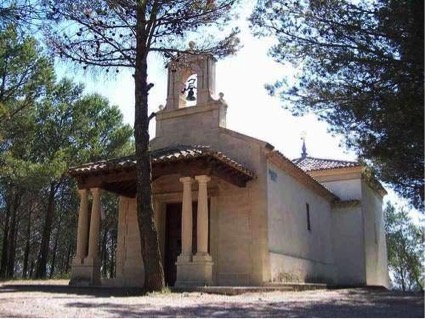
Ermita de Santa Ana

Tribaldos cuenta también con dos ermitas. La primera es la dedicada a Santa Ana, patrona del pueblo, situada a prácticamente 2 km del centro urbano. Está situada sobre un pequeño cerro de 879 m de altitud que domina el entorno y desde el que, pese a los pinos que la rodean, se tienen excelentes vistas en todas direcciones, y desde donde puede verse el propio pueblo de Tribaldos, el monasterio de Uclés, el castillo de la Puebla de Almenara, numerosos pueblos de los alrededores e incluso, en días claros y despejados, la sierra de Guadarrama.

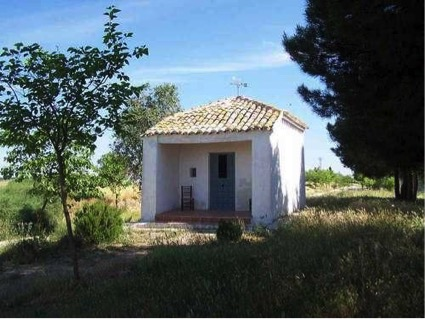
Ermita de San Blas

La antigüedad de la ermita se remonta, al menos, al siglo XVI, porque ya que en las Relaciones Topográficas de Felipe II se cita que tiene una ermita dedicada a Santa Ana. Se trata de un edificio exento, de nave rectangular con cubierta a dos aguas y ábside cuadrado cubierto a cuatro aguas. Presenta una espadaña en el piecero. Según la ficha de inventario del catálogo de bienes y espacios protegidos del Plan de Delimitación de Suelo Urbano fue reedificada en los años 1868-1869. Recientemente ha sido muy reformada, en un estilo tradicional castellano, con pórtico sobre columnas, espadaña, etc., por contraposición a su antiguo aspecto de arquitectura popular, con un interior igualmente muy reformado. En 2015 se restauró su retablo por el taller Dorrego Escultura, de Arganda del Rey.
La segunda ermita de Tribaldos es la de San Blas, prácticamente dentro del casco urbano. Es de pequeño tamaño pero de gran tradición, dado que es el centro de una de las festividades que más se celebraban en el pueblo. Se trata de un edificio exento, de estilo popular y de planta cuadrada con cubierta a cuatro aguas, y con un pequeño pórtico de entrada.
En el término municipal existen varios chozos, si bien en muy mal estado de conservación, pero no por ello dejan de tener interés y representan el pasado también ganadero de Tribaldos. Algunos tenían planta rectangular y varias dependencias, mientras que otros eran de planta circular, forma cónica, y una única dependencia. Están construidos en piedra, sin apenas argamasa que las ligue, y solían estar rodeados de apriscos para guardar el ganado. Se conservan, entre otros, los de La Sierra, El Tejao y Valhondo.
Finalmente, aunque, como señala la memoria del Plan de Delimitación del Suelo Urbano, «una de las principales características de Tribaldos es la falta de criterio en los acabados y tipologías edificatorias» lo que ha provocado «la pérdida de las características propias del pueblo tipo manchego», aún son numerosos los rincones de Tribaldos que son ejemplos de la arquitectura popular manchega, con tapias y paredes encaladas de piedra, adobe y yeso, ventanas con rejas de forja, tejados de teja árabe, y portadas de madera para acceder a los antiguos corrales pintadas de azul o verde, y que sin duda merecen destacarse como parte del patrimonio de Tribaldos.
También hay que destacar la reforma de la plaza de Santa Ana, donde se ubica el ayuntamiento, en la que en su centro se han incorporado tres molones de piedra de una de las antiguas almazaras de Tribaldos, en recuerdo de su pasado.

### Fiestas
Para 2016, el calendario de festivos locales fijado por el ayuntamiento son los días 3 de febrero, San Blas, y 25 de julio, Santiago Apóstol.
La patrona de Tribaldos es Santa Ana, cuyo día es el 26 de julio. Tradicionalmente, por coincidir con la época de labores agrícolas, se adelantaba su celebración al mes de junio. Actualmente, las fiestas patronales se celebran en el fin de semana más próximo al día de Santa Ana, que suele ser el último fin de semana de julio. Las fiestas se extienden desde el viernes hasta el martes. Vienen precedidas por la bajada de la patrona desde su ermita y por las novenas en su honor. Las fiestas comienzan con fuegos artificiales en la noche del viernes –la tradicional pólvora- que finalizan con el despliegue de un lienzo con la imagen de Santa Ana mientras la banda toca el himno nacional. El sábado es el día mayor, con la procesión, que discurre por gran parte del pueblo y que puede prolongarse varias horas debido a que cada vecino, entregando un donativo, hace que se toquen tantas salves como correspondan al donativo entregado. El domingo por la mañana la imagen de la patrona es subida de nuevo a la ermita y se desciende en galopeo a los sones de la música de la banda.
Aunque algunas otras festividades tradicionales han caído en desuso, se conservan otras muchas, como San Blas y la Candelaria, los días 2 y 3 de febrero, en las que el día 2 en misa celebrada en honor a la Virgen de la Candelaria tres niños le presentan una pareja de palomas, unas velas y una tarta, y el día 3 después de la misa se acompaña en procesión a la imagen de San Blas hasta la ermita a las afueras del pueblo, y allí se rifa la tarta que fue presentada a la Virgen de la Candelaria el día anterior; los mayos, el 30 de abril; San Isidro, el 15 de mayo, en el que se saca al santo en procesión hasta las afueras del pueblo para que bendiga los campos; Corpus Christi, en la que se realiza una procesión con la Custodia, deteniéndose en las mesas o altares que preparan los vecinos en distintos puntos del pueblo; la noche de todos los santos, 1 de noviembre, en la que se vaciaban calabazas, se ponían velas dentro de ellas y se llamaban a las puertas para asustar a los vecinos, que hoy se ha convertido en la importada Halloween; o las hogueras de Santa Lucía, en la noche del 12 al 13 de diciembre, en las que en los distintos barrios se encienden grandes hogueras. 
Finalmente, debe mencionarse también la Semana Santa, con diversas procesiones, como la del Jueves Santo; el Viernes Santo, con el vía crucis por la mañana y el santo entierro por la noche, en la que acompañan al paso los miembros de la hermandad vestidos con túnica y capuz negros, y el paso de la dolorosa es llevado por cuatro hombres cubiertos con una capa negra; y la procesión del encuentro del domingo de resurrección, en la que a la salida del sol el paso del cristo resucitado hace un recorrido y el de la virgen otro, encontrándose en un punto desde el que se regresa en unión hasta la iglesia, todo ello acompañado de salvas de cohetes. Al finalizar la procesión y la misa, los niños buscan y mantean a los peleles, muñecos hechos con ropa vieja y rellenos de paja que se cuelgan en algunas ventanas o árboles.

### Asociaciones
Tribaldos cuenta con dos asociaciones. La Asociación Cultural Santa Ana se funda en 1989, como transformación de la Sociedad Obrera La Caridad, fundada en 1916 con el primer nombre de Círculo de protección, Sociedad Católica Unión Benéfica de Obreros de Tribaldos y que según sus estatutos tenía por fines únicos socorrer a todos los socios pecuniariamente durante el tiempo que estén imposibilitados para el trabajo, o sea llevar el consuelo a la cabecera de sus asociados. En 1989 se cambian el nombre y los estatutos, pasando a ser sus fines sociales La organización de actividades culturales y sociales diversas tendentes a la mejora de la cultura y el bienestar social. Su actividad es muy limitada, al punto que su tradicional centro social ha cerrado en enero de 2016.
En 2001 se crea la Asociación de Mujeres La Ermita, siendo su objetivo promocionar Tribaldos, mejorar la convivencia y promover la participación de las mujeres en todos los aspectos de la vida social, cultural, laboral y artística de nuestro pueblo. Entre sus actividades destacan los viajes culturales, talleres (gimnasia, manualidades, cocina…), conferencias y cursos, exposiciones.